# Wynonna Earp
Wynonna Earp è una serie televisiva canadese e statunitense di genere western fantasy. Sviluppata da Emily Andras, basata sulla serie a fumetti omonima creata da Beau Smith. Melanie Scrofano interpreta la protagonista della serie. Trasmessa dapprima negli Stati Uniti dal 1º aprile 2016 sul canale Syfy e poi in Canada dal 4 aprile al 27 giugno 2016 sul canale CHCH-DT che ha mandato in onda soltanto la prima stagione.
Il 23 luglio 2016 il rinnovo per una seconda stagione è stato annunciato al panel di Wynonna Earp al San Diego Comic-Con. Originariamente programmata per dieci episodi, la stagione è stata aumentata di 12 episodi nell'ottobre 2016. In Canada, Wynonna Earp è passata dal canale CHCH-D a Space effettivamente il 15 aprile 2017. In previsione della première della seconda stagione, Space ha iniziato a trasmettere la prima stagione con uno speciale debutto della serie con doppio episodio. La seconda stagione è stata trasmessa simultaneamente sia su Syfy che su Space il 9 giugno 2017. Il 22 luglio 2017, David Ozer, presidente di IDW Entertainment, ha annunciato nel panel SDCC che la serie era stata rinnovata per la terza stagione con la première prevista per il 2018.
In Italia, la serie viene pubblicata su Netflix dal 1º marzo 2017.
Il 22 luglio 2017, Syfy e Space hanno rinnovato la serie per una terza stagione, che è stata trasmessa nel 2018. Il 21 luglio 2018, la serie è stata rinnovata per una quarta stagione.
L'8 febbraio 2024 viene annunciato uno speciale di 90 minuti dal titolo Wynonna Earp: Vengeance.

## Trama
La serie racconta la storia di Wynonna Earp e della maledizione legata alla sua famiglia: tutti i criminali uccisi da suo bisbisnonno, lo sceriffo Wyatt Earp, sono divenuti demoni immortali e minacciano la vita della dinastia Earp. Per rompere la maledizione, Wynonna chiede aiuto a sua sorella Waverly, all’agente Xavier Dolls e al suo amico immortale Doc Holliday e con loro ricaccia all’inferno tutti i demoni grazie alla sua Colt 45, la cosiddetta "Pacificatrice" ("Peace Maker" nella versione inglese).

## Episodi
| Stagione         | Episodi | Prima TV USA | Prima TV Italia |
| ---------------- | ------- | ------------ | --------------- |
| Prima stagione   | 13      | 2016         | 2017            |
| Seconda stagione | 12      | 2017         | 2017            |
| Terza stagione   | 12      | 2018         | inedita         |
| Quarta stagione  | 12      | 2020-2021    | inedita         |

## Personaggi e interpreti

### Principali
- Wynonna Earp (stagioni 1-4) interpretata da Melanie Scrofano e doppiata da Marisa Della Pasqua.
È la pronipote di Wyatt Earp. Rimasta segnata dalla perdita della sorella Willa e di suo padre Ward durante l'attacco di alcuni demoni quando ancora era una ragazzina, Wynonna è una donna difficile, il cui passato di alcolismo e squilibri mentali l'hanno resa alquanto impopolare presso la sua città natale, Purgatory. Con il suo ritorno presso la suddetta città, Wynonna si rende conto che la missione della sua dinastia deve proseguire e comincia la sua lotta contro i Redivivi, e diventa uno sceriffo del Black Badge Division. Nella seconda stagione si scopre che aspetta una figlia da Doc e che sua madre è viva. Nella terza stagione si allea con i redivivi per sconfiggere un nemico comune, Bulshar, il serpente tentatore di Adamo ed Eva.
- Waverly Earp (stagioni 1-4) interpretata da Dominique Provost-Chalkley e doppiata da Francesca Bielli.
È la sorella più giovane di Wynonna; esperta della storia di Earp, ha studiato lingue e culture antiche. Scoprirà poi la sua bisessualità innamorandosi del nuovo agente Nicole Haught. Nella seconda stagione conoscerà la verità sul suo passato, cioè che non è in realtà una Earp: lei e la sorella condividono solo la madre, mentre il padre di Waverly, in realtà, è un angelo, Julian, guardiano del Giardino dell'Eden insieme a Juan Carlo. Viene poi trascinata nel Paradiso da una radice e Doc parte a salvarla.
- Xavier Dolls (stagioni 1-3) interpretato da Shamier Anderson e doppiato da Mattia Bressan.
È un agente del FBI che in seguito all'omicidio sospetto di una donna avvenuto poco prima del ritorno di Wynonna a Purgatory, si mette sulle sue tracce e indaga su di lei. Si apprende in seguito che è un agente del Black Badge Division, unità speciale che combatte i demoni, giunto a Purgatory al fine di reclutare Wynonna. Inoltre è una specie di ibrido creato dalla stessa Black Badge. Morirà nella terza stagione a causa di Bulshar.
- John Henry "Doc" Holliday (stagioni 1-4) interpretato da Tim Rozon e doppiato da Alessandro Maria D'Errico.
Miglior amico di Wyatt Earp, bis-bis nonno di Wynonna e Waverly Earp. A causa di una maledizione non può morire di vecchiaia o di stenti ma può essere ucciso. Era stato segregato in un pozzo dalla strega Constance per decenni. Avrà una figlia con Wynonna di nome Alice Michelle ma non la terranno perché sarebbe in pericolo a Purgatory. Nella terza stagione si fa trasformare dalla sua ex moglie vampira Kate. Uccide Charlie, interesse amoroso di Wynonna, che si scopre poi essere Julian, il padre di Waverly. Lei però riesce a resuscitarlo grazie al suo anello. Quando poi Waverly viene trascinata in Paradiso, Doc decide di andare a salvarla.
- Nicole Haught (stagioni 2-4, ricorrente 1) interpretata da Katherine Barrell e doppiata da Chiara Francese.

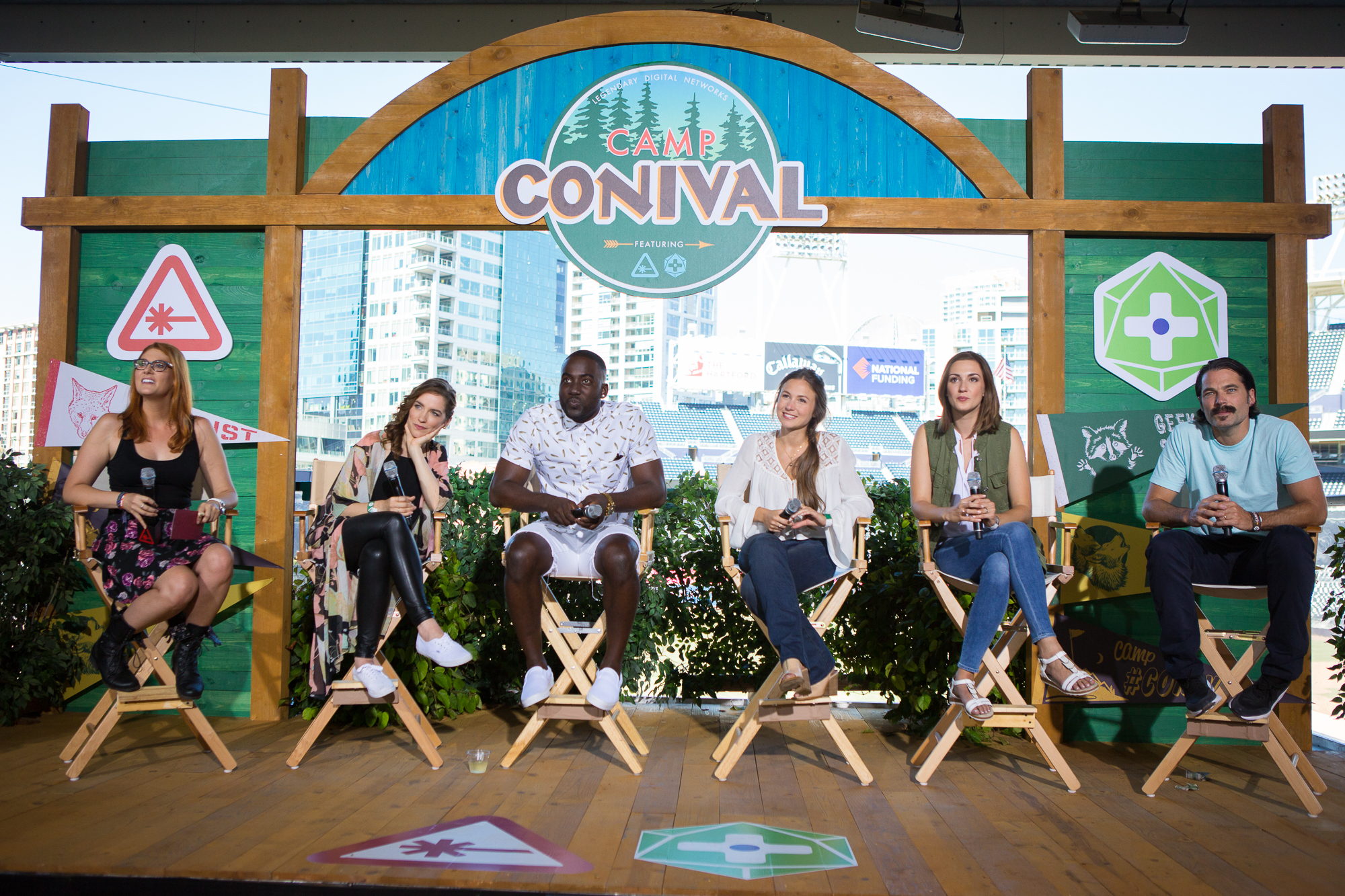
I protagonisti al San Diego Comic-Con International nel 2016

Poliziotta della città di Purgatory e futuro interesse amoroso di Waverly. Cerca di fare tutto pur di proteggere Waverly e questo la ferirà molteplici volte. Si scoprirà essere sposata ma ottiene il divorzio per stare con Waverly. Nedley la promuove sceriffo quando decide di andare in pensione. Nicole viene salvata nella terza stagione da Julian, il padre angelo di Waverly. La ragazza le chiede la mano ma vengono interrotte prima che Nicole possa risponderle.

## Riconoscimenti
Dal 2016 la serie televisiva e i suoi creatori sono stati candidati per alcuni premi di eventi importanti come Canadian Screen Awards e GLAAD Media Awards.
Il totale dei premi vinti è 1 su 6 candidature, che comprende 1 premio per Daniel Dales, Jarrett Sherman, Alex Lalonde, Jordy Randall ed Emily Andras.
- 2016 - Canadian Screen Awards
  - Candidatura per la Migliore scrittura in una serie televisiva drammatica a Emily Andras
  - Candidatura per il Miglior trucco a Joanne Jacobsen e Jo-Dee Thomson
  - Candidatura per i Migliori costumi a Jennifer Haffenden
  - Candidatura per la Miglior colonna sonora originale per una serie televisiva a Robert Carli e Peter Chapman
  - Candidatura per i Migliori effetti visivi a Geoff Scott, William E. Garrett, Sarah Wormsbecher, Eric Doiron, Nathan Larouche, Anthony DeChellis e Lon Molnar
  - Miglior Progetto Cross-Platform - Fiction a Jarrett Sherman, Alex Lalonde, Jordy Randall ed Emily Andras
- 2016 - GLAAD Media Awards
  - Candidatura per la Miglior serie televisiva drammatica